# Selección femenina de hockey patín de Chile
La selección femenina de hockey patín de Chile, también conocida como Las Marcianitas, es el equipo formado por jugadoras de nacionalidad chilena que representa a la Federación Chilena de Hockey y Patinaje en las competiciones internacionales organizadas por la ex Federación Internacional de Patinaje FIRS, actual World Skate (Campeonato del Mundo y Juegos Mundiales de Patinaje), la CPRS (Campeonato Panamericano) y la CSP (Campeonato Sudamericano y Copa América). El hockey patín no es un deporte de Juegos Olímpicos ni Juegos Panamericanos, pero si recibe una invitación puede competir en los Juegos Panamericanos de 2023.
En su palmarés cuenta con la corona del Campeonato mundial de 2006, realizado en el Gimnasio Olímpico de San Miguel, del Campeonato Panamericano de 2011, de la Copa América de 2007 y otras medallas de plata y bronce en distintas competiciones.
En 2016, Chile fue sede por segunda vez del Campeonato mundial y fue quinto, además fue tercero en 2014 y 2019 y en 2017 fue cuarto. El entrenador nacional de hockey patín femenino es Rodrigo Quintanilla, con quien precisamente se obtuvo el campeonato mundial.
La cancha de Hockey y Patinaje "Las Marcianitas" se encuentra en el Parque deportivo Estadio Nacional, pero está cerrada por remodelación hasta 2021.

## Palmarés

### Campeonato Mundial
- Campeonato del Mundo (1): 2006.
- Tercer lugar (2): 2014 y 2019.
- Cuarto lugar (1): 2017.
- Quinto lugar (1): 2016.

### Campeonato Panamericano
- Campeonato Panamericano (2): 2011, 2021.
- Subcampeón (2): 2005 y 2018.

### Copa América
- Copa América (1): 2007.
- Subcampeón (3): 2004, 2006 y 2011 (el ganador fue Cataluña que no pertenece a América).
- Tercer lugar (1): 2010.

## Jugadoras
Nómina presentada para disputar los WSG de San Juan en 2022.

### Porteras
- Fernanda Hidalgo ( Telecable Hockey Club)
- Mykaela Aparicio ( Club deportivo Thomas Bata)
- Paulina Santibáñez ( San Agustín)

### Jugadoras de campo
- Josepha Felipe ( Independiente La Florida)
- Beatriz Gaete ( Hockey Club Liceo)
- Catalina Flores ( S.L. Benfica)
- Florencia Llera ( Club Deportivo Thomas Bata)
- Francisca Donoso ( San Agustín)
- Javiera Valdés ( Independiente La Florida)
- Macarena Ramos ( S.L. Benfica)
- Fernanda Muñoz ( Independiente La Florida)
- Viznia Silva ( Club Patín Cuencas Mineras)

## Jugadoras destacadas
- Karin Reinhardt
- Alexa Tapia Garrido
- Francisca Puertas
- Fernanda Urrea
- Roberta Urrea
- Tadish Prat
- Francisca Donoso Andalaft
- Macarena Ramos
- Catalina Flores